# همایش در شهر
همایش در شهر (انگلیسی: Convention City) یک فیلم کمدی-سکسی به کارگردانی آرچی مایو است که در سال ۱۹۳۳ منتشر شد. از بازیگران آن می‌توان به جون بلوندل، گای کیبی، دیک پاول، مری آستور، و آدولف منژو اشاره کرد.